# BoA Beat It BoA's World
BoA Beat It BoA's World（ボア・ビート・イット・ボアズ・ワールド） は、BoAがDJを務めているラジオ番組であり、2002年から2007年3月まで全国のJFN系列で放送されていた。
制作はJFNC（B2プログラムに含まれる）。しかし、一時期はスポンサーの関係上TOKYO FMのみ別バージョンが制作されていたこともあった。その時期は番組ホームページ（後述の外部リンク参照）も他の地方向けとは別々に存在し、読まれるメールやエンディングトークもTOKYO FMのみ別バージョンが収録されたりしていた。

## コーナー
- 世界の国からこんにちは!
- おすすめ邦楽アーティスト
- 日本デビュー5周年企画　BoAが影響を受けたアーティスト
- リスペクトソング
- 方言紹介
- BoAのお気に入りエトセトラ
- BoAのワンポイント韓国語講座（編成の都合上、短縮版はカット）

※コーナー枠を設けて本格的に行う、と言うよりはトークのテーマとしてその内容を毎週決まって話すものも中にはある。

## 番組終了時（2007年3月時点）のネット局
- FM青森 日曜24:00
- FM秋田 日曜24:00
- FM岩手 火曜21:30 短縮版
- FM山形 木曜20:00
- ふくしまFM 日曜22:00
- RADIO BERRY 木曜21:30 短縮版
- FMぐんま 月曜20:30
- TOKYO FM 日曜24:00 ※スポンサー付きでの放送（番組終了時のスポンサー：シダックス）
- FM新潟 火曜19:30 短縮版
- FM長野 土曜20:00
- FMとやま 日曜24:00
- FM石川 火曜20:30 短縮版
- FM福井 木曜21:00
- 岐阜FM 日曜21:00
- FM三重 土曜25:30
- e-radio 月曜20:00
- FM山陰 水曜20:00
- FM岡山 日曜24:00
- FM山口 金曜21:00
- FM香川 金曜19:00
- FM高知 火曜21:00
- FM大分 木曜21:00
- FM長崎 金曜21:30 短縮版
- FM佐賀 火曜21:00
- FM熊本 日曜24:00
- FM宮崎 金曜20:00
- FM沖縄 日曜24:00

※短縮版（5分短縮）の場合、最後にかかる曲の途中でBoAの宛て先紹介のコメントなどを収録したものが流され飛び降りとなっていた。したがって、フルバージョンであれば番組の最後にあるコーナー「BoAのワンポイント韓国語講座」が省略され、読まれるメールも1人分少なかった。

## ネットしたことがある局
- FM仙台
- K-MIX
- FM愛知
- Kiss-FM KOBE
- FM愛媛
- 広島FM
- FM鹿児島

## 備考
- 忙しいスケジュールの中、実に丸5年以上もこの番組は続いた。そのため、しばしばJFNのスタジオを飛び出し、韓国で収録を行うことがあった。そしてその都度、生の韓国情報を番組で伝えていることもあった。
- TOKYO FMでは2008年3月に「Beat It BoA's World」を、BoAの最新アルバム「THE FACE」発売を記念して期間限定で復活し、日曜25:00-25:30に放送。